# Га’анда
Га’а́нда (также мокар; англ. ga’anda, mokar; самоназвание: kaɓən) — чадский народ, населяющий восточную часть Нигерии (районы Гомби, Сонг, Гуюк, Северный Муби и Южный Муби — на севере штата Адамава, и район Биу — на юге штата Борно). Область расселения га’анда расположена рядом с этническими территориями народов пабир и фульбе.
По оценкам, опубликованным на сайте организации Joshua Project, численность народа га’анда составляет около 80 000 человек.

## Язык
Народ га’анда говорит на языке га’анда чадской семьи афразийской макросемьи. Данный язык известен также под названиями «га’ана», «га’анду», «ганда», «маквар», «мокар». В области распространения языка га’анда выделяют два диалектных ареала: собственно га’анда (ядерный га’анда) и габин. В работе Р. Бленча An Atlas of Nigerian Languages идиом га’анда представлен как диалектный кластер, включающий три диалектных ареала — га’анда, кабин и фиртата. Идиом габин иногда рассматривается как самостоятельный язык. Согласно классификации чадских языков, предложенной американским лингвистом П. Ньюманом, язык га’анда вместе с языками хона, джара, тера и другими входит в группу тера центральночадской языковой ветви. Численность говорящих на языке га’анда, согласно данным, опубликованным в справочнике Ethnologue, составляет около 43 000 человек (1992). В основе письменности лежит латинский алфавит. Как второй язык га’анда распространён среди носителей близкородственного языка хона, а также среди носителей адамава-убангийских языков роба (лала-роба) и мбои. Помимо родного языка представители народа га’анда также говорят на широко распространённых на севере и востоке Нигерии языках хауса и фула (в форме нигерийский фульфульде).

## Религия
Подавляющее большинство представителей народа га’анда исповедует христианство (83 %), часть га’анда придерживается традиционных верований (12 %), имеется также относительно небольшая группа мусульман (5 %).

## Культура
Культура и быт народа га’анда схожи с культурой и бытом народов, живущих в регионе, расположенном по среднему и верхнему течению реки Бенуэ (джен, чам-мона, лонгуда, юнгур и других). Относительно изолированное положение этого региона, обусловленное холмистым ландшафтом и удалённостью от центров ранних государственных образований Нигерии и Камеруна, способствовало сохранению самобытной культуры местных народов. В частности, важнейшим элементом религиозных ритуалов в верховьях Бенуэ было использование керамических сосудов, а не деревянных масок или статуэток, как у народов соседних регионов. Га’анда изготавливают несколько видов антропоморфных сосудов, в которых по их мнению селятся духи-покровители этого народа. В каждом селении га’анда все сосуды находятся в одном «священном месте» под охраной. Га’анда считают, что от благосклонности духов зависит здоровье и благополучие всех жителей селения. В ноябре после сбора урожая га’анда совершают подношения жертв духам, находящимся в сосудах. Для каждого духа сосуд изготавливается определённой формы с индивидуальным декоративным оформлением.

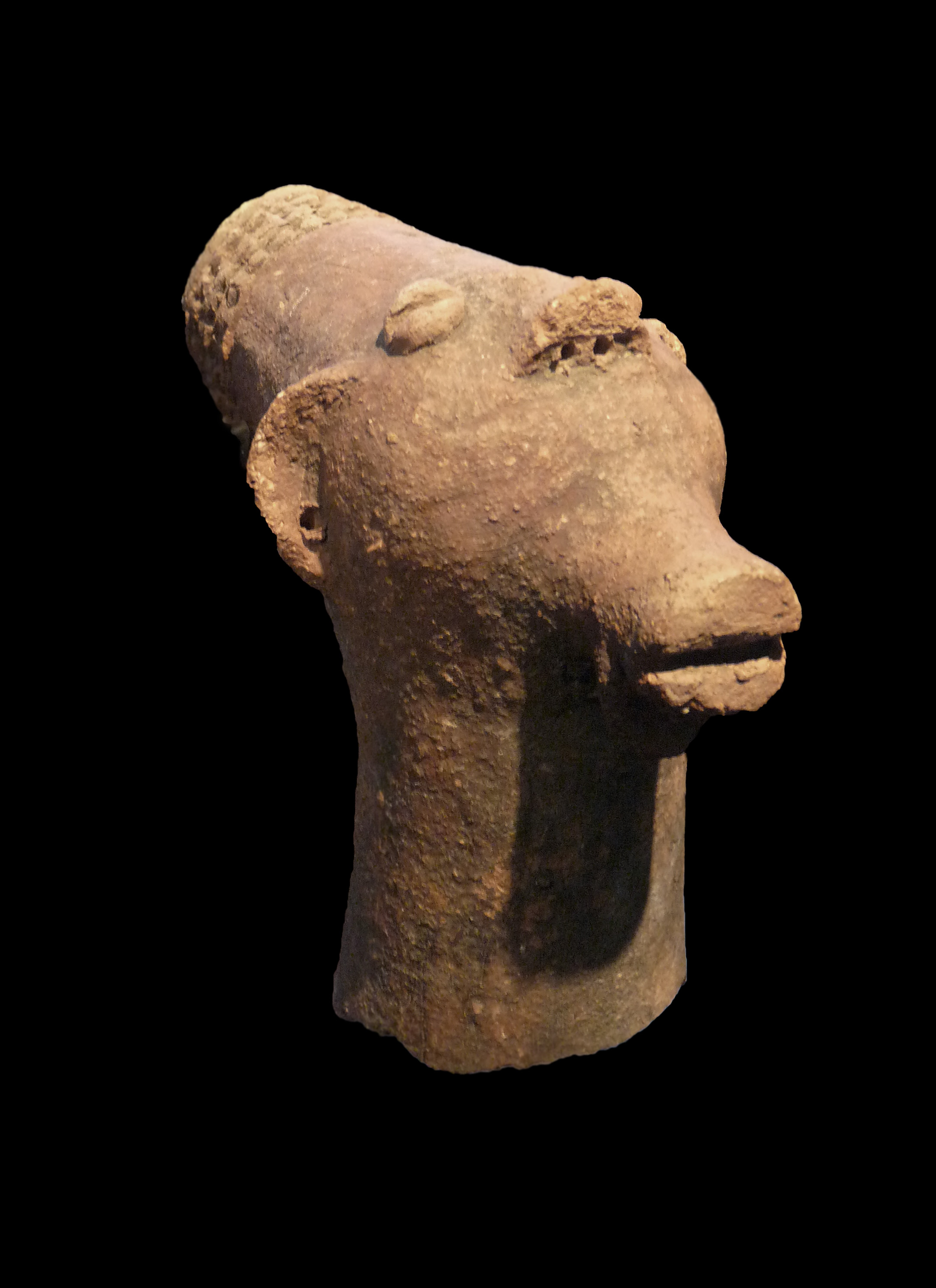
Фрагмент сосуда (Музей на набережной Бранли)
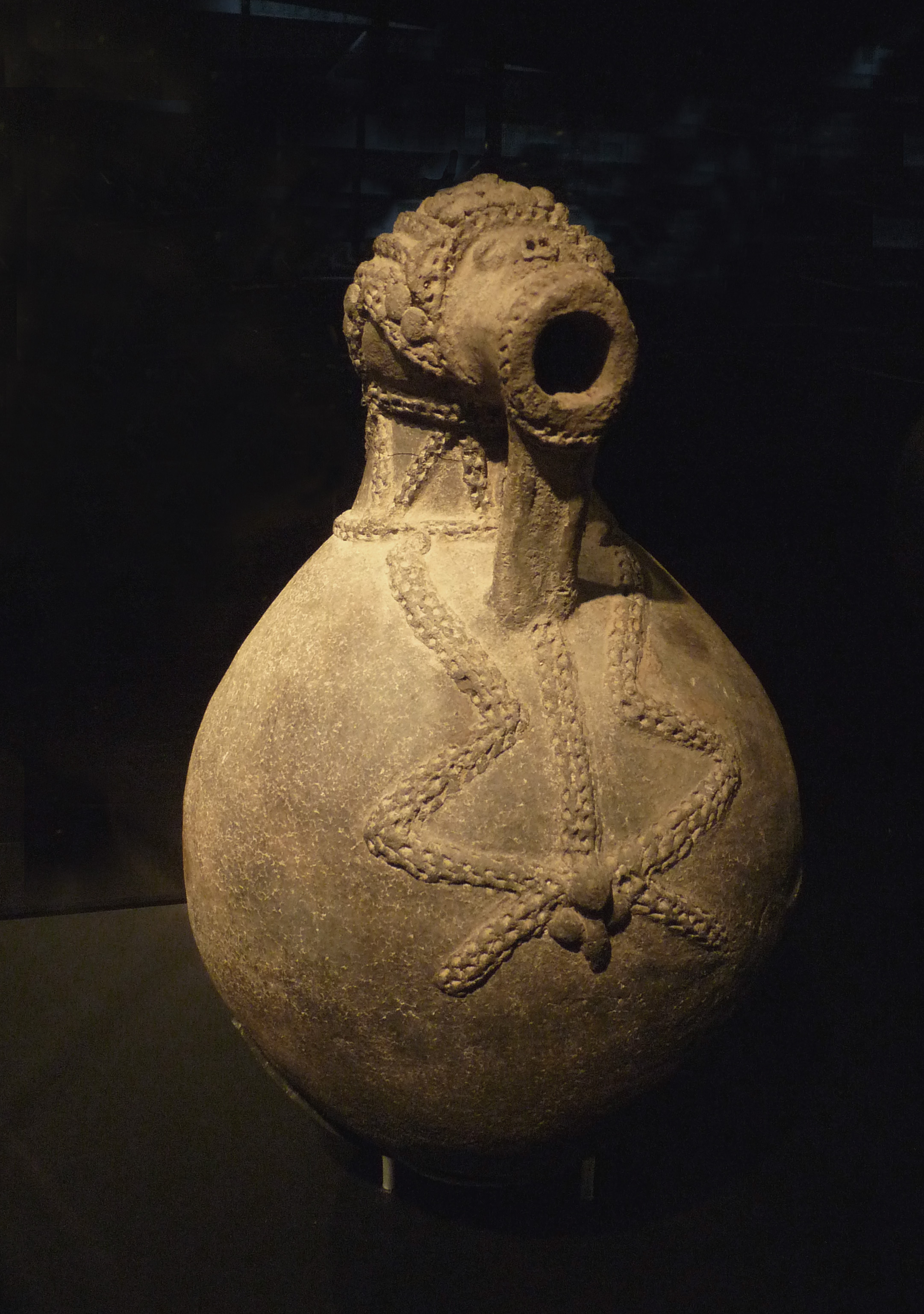
Керамический сосуд (Музей Фаулера[англ.])
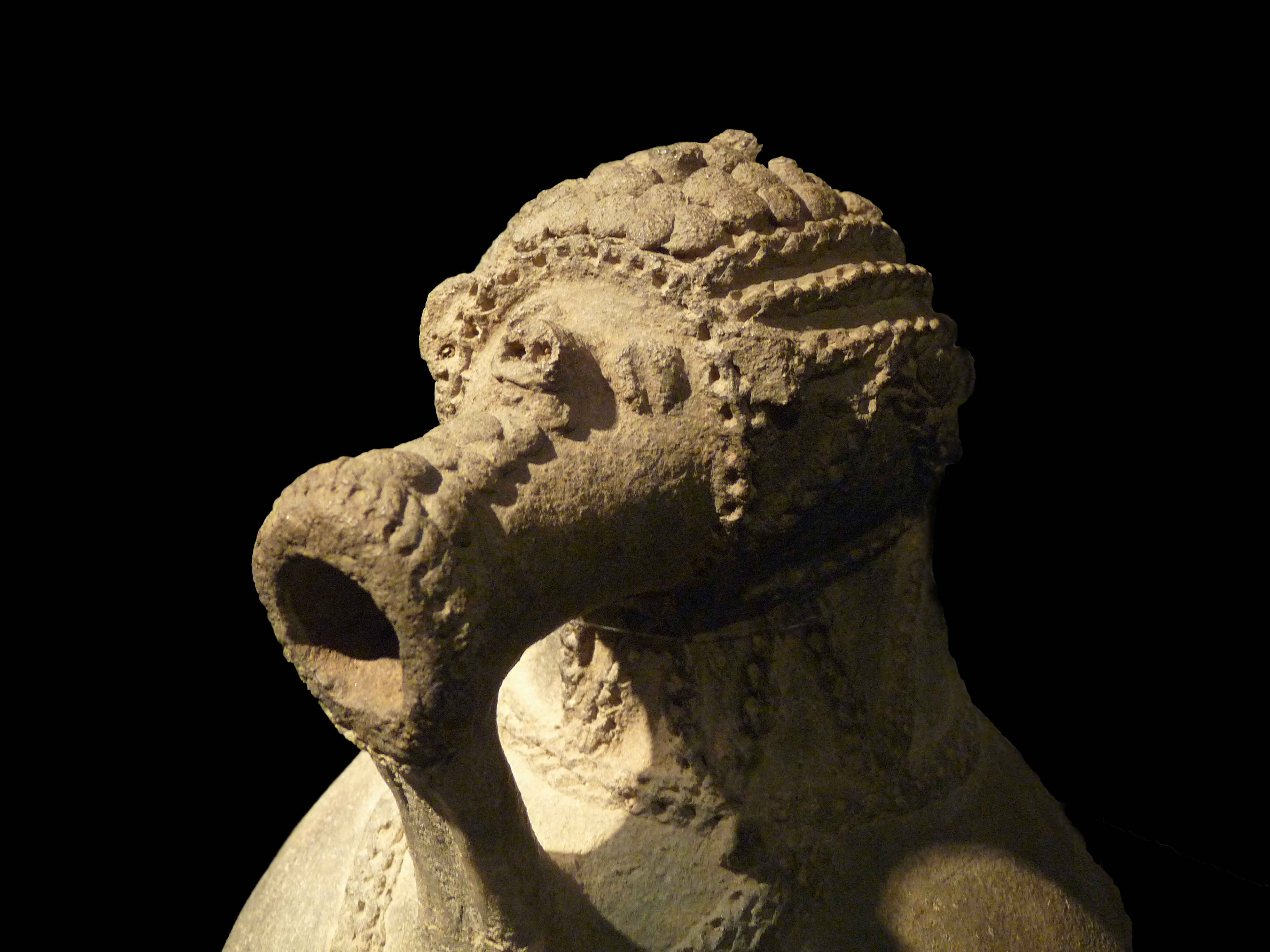
Фрагмент сосуда (Музей Фаулера)
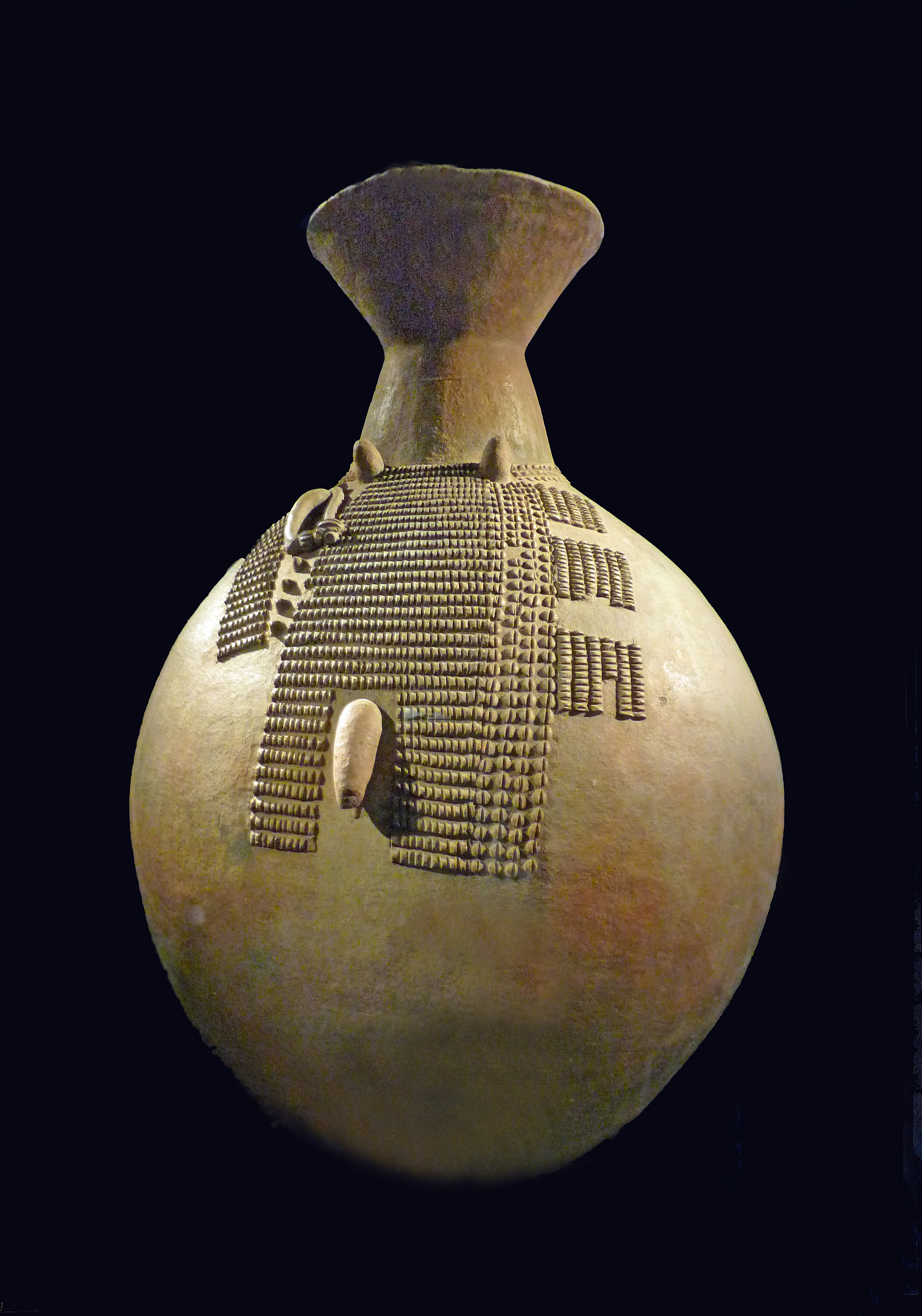
Керамический сосуд (Музей на набережной Бранли)
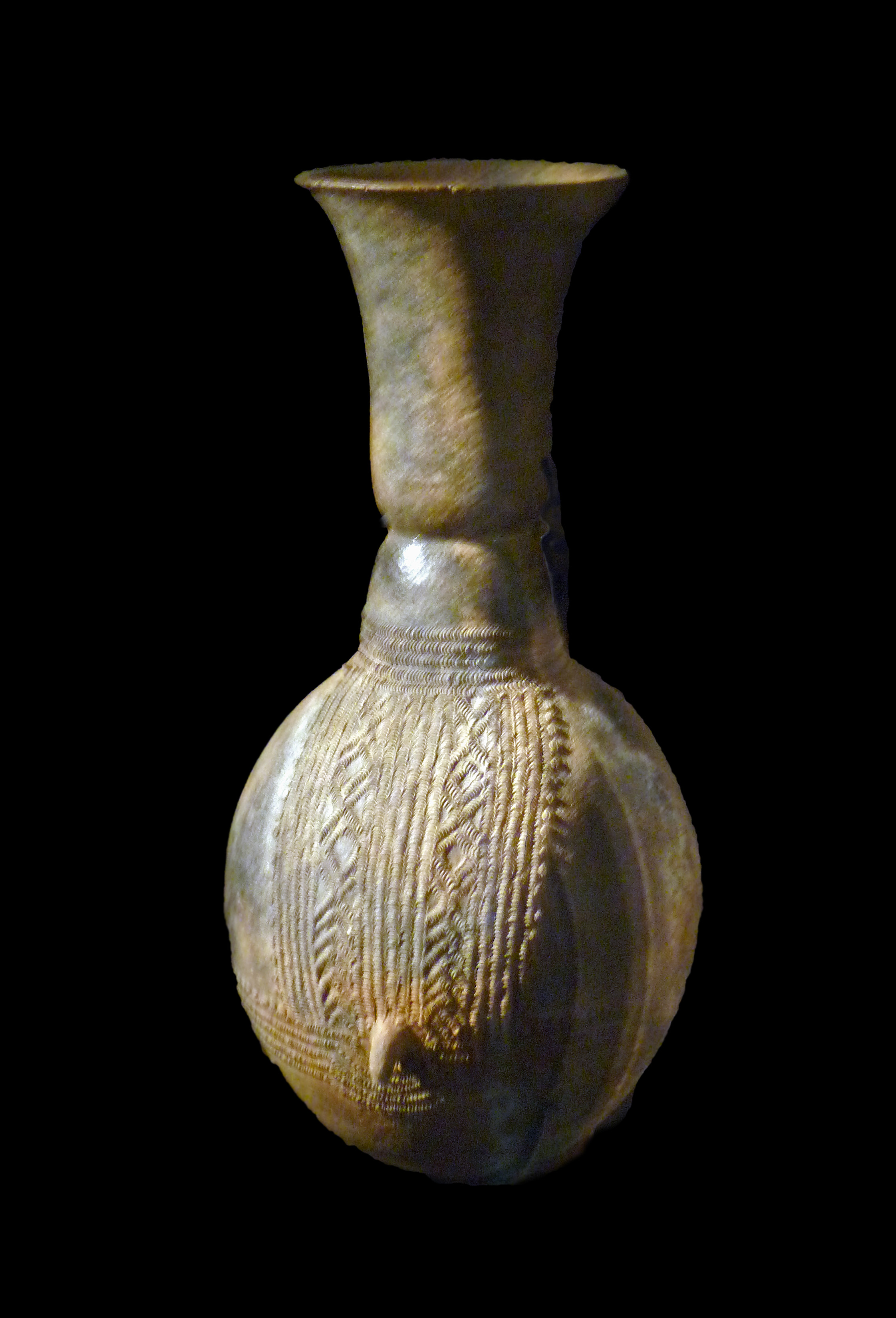
Керамический сосуд (Музей Барбье-Мюллера[фр.])
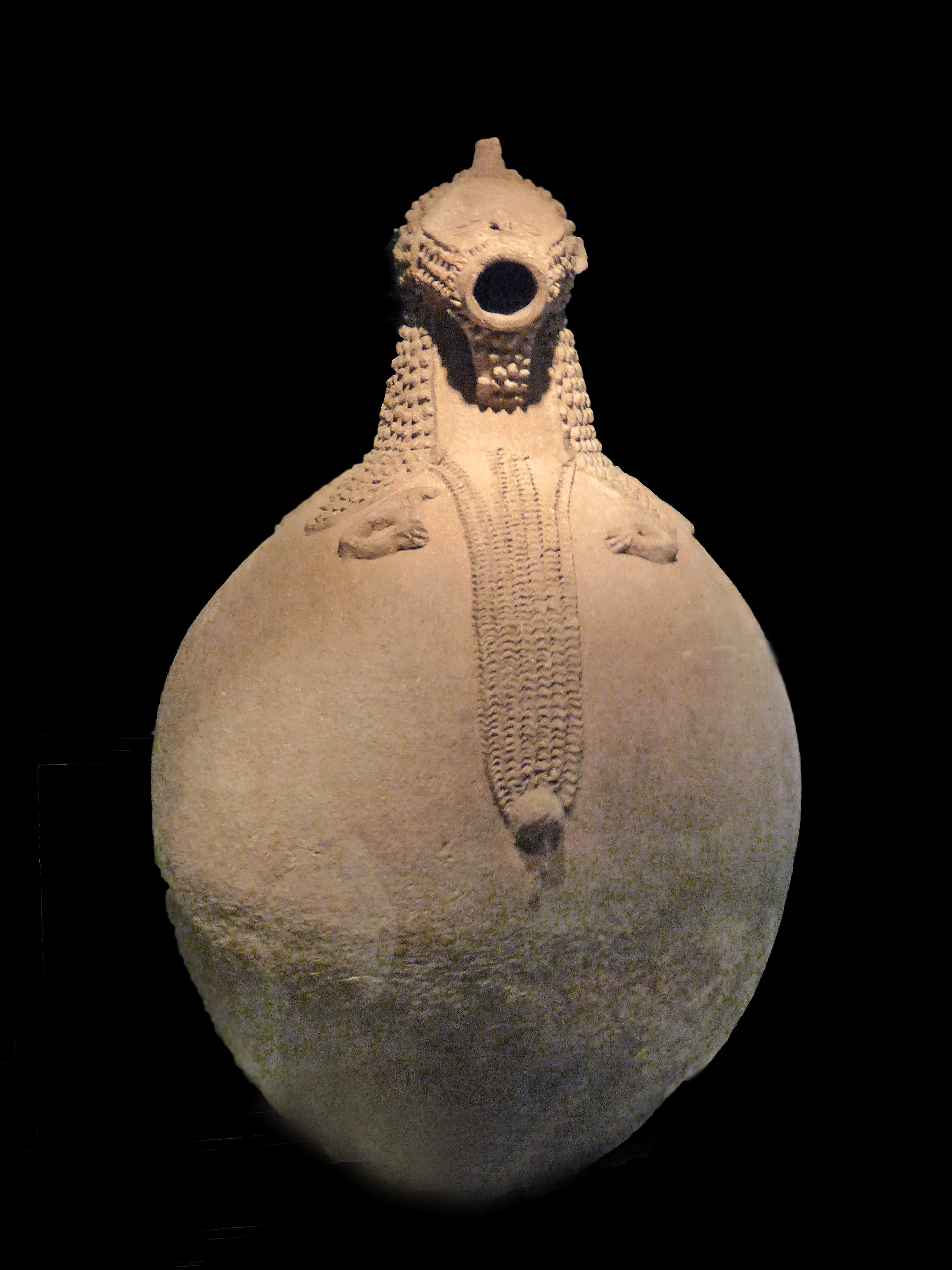
Керамический сосуд (Музей Барбье-Мюллера)